# Karl Dietz (Verleger)
Karl Dietz (* 26. März 1890 in Neumarkt; † 12. August 1964 in Rudolstadt) war ein deutscher Verleger. Er war Verlagsleiter des Greifenverlags und Namensgeber des Karl-Dietz-Verlags in Berlin.

## Leben
Der Sohn eines Amtsgerichtssekretärs absolvierte die Oberrealschule und begann 1910 eine Lehre zum Buchhändler in Stuttgart. Anschließend war er dort für einige Zeit als Buchhandelsgehilfe tätig. Spätestens in Stuttgart, vielleicht auch schon früher, trat er dem Wandervogel e. V. bei (Fahrtenname „Michel“), in welchem er bis 1914 „Gauleiter von Schwaben“ wurde und verkehrte auch im studentischen Zweig der Wandervogelbewegung, der Freideutschen Studentenschaft.
Anfang 1915 wurde Dietz zum Württembergischen Landwehrregiment 126 eingezogen und im 1915 zum Württembergischen Gebirgsbataillon abkommandiert, wo er Sanitätsdienst leistete und am Stellungskrieg in den Vogesen und den Feldzügen in Rumänien, Frankreich und Italien teilnahm. Dabei partizipierte er auch an dem Netzwerk der feldgrauen Wandervögel mit einer eigenen Zeitung. Er wurde zweimal verwundet und mit dem Eisernen Kreuz II. Klasse sowie der Verdienstmedaille des deutschen Heeres ausgezeichnet.
Nach dem Krieg wollte Dietz zunächst Obstbauer werden, erhielt aber 1920 das Angebot, die Leitung des Greifenverlags zu übernehmen, der 1919 in Hartenstein (Sachsen) in der Nachfolge der Bundeskanzlei Hartenstein als Verlag des Wandervogels gegründet worden war. Der Versuch der Jugendbewegung, sich Wirtschaftsunternehmen auf genossenschaftlicher Basis anzugliedern, war zu diesem Zeitpunkt aber bereits im Scheitern begriffen. Geschäftszweige der Bundeskanzlei gingen auf verschiedene Weise in den Besitz einzelner Protagonisten über. Dietz erhielt sukzessive die Besitzrechte am Greifenverlag. Hinzu kam, dass sich Dietz mit den Leitern des Warenvertriebs Walther Eickelbeck und Adolf Rittershaus überwarf. Auch von Handgreiflichkeiten wird berichtet. Dietz nahm dies zum Anlass, mit dem Verlag im Sommer 1921 nach Rudolstadt überzusiedeln.
1922 übernahm Dietz die Verlage Gesundes Leben und Melchior Kupferschmid von dem der Jugendbewegung nahe stehenden völkischen Arzt und Verleger Wilhelm Hotz (1870–1953), in denen bis dato populärwissenschaftliche, lebensreformerische, aber auch völkische Schriften veröffentlicht worden waren. Offenbar wollte sich Dietz ein zweites verlegerisches Standbein schaffen und konnte nun auch Schriften verlegen, die nicht in das Programm des Greifenverlages gepasst hätten.
In den 1920er Jahren öffnete Dietz den Greifenverlag für linke Autoren wie Johannes R. Becher. Außerdem erschienen sexualaufklärerische Werke, unter anderem von Max Hodann, aber auch völkische Literatur, zum Beispiel von Erwin Guido Kolbenheyer. 1930 geriet der Verlag in wirtschaftliche Schwierigkeiten und die Produktion wurde stark eingeschränkt.
Seit 1934 trat Dietz, als Mitglied der Gesellschaft für wissenschaftlicher Pendelforschung, als Autor und Herausgeber pseudowissenschaftlicher Werke unter dem Pseudonym Christoff Dietrich hervor. Sein 1936 erschienenes Buch Die Wahrheit über das Pendel war erfolgreich.
Nach der Machtübernahme der Nationalsozialisten 1933 stellte Dietz mehrfach erfolglose Aufnahmeanträge an die Nationalsozialistische Deutsche Arbeiterpartei (NSDAP) und wurde 1934 Förderndes Mitglied der SS. Trotzdem war er von 1939 bis 1942 vorübergehend aus der Reichsschrifttumskammer ausgeschlossen und durfte in Deutschland nicht veröffentlichen. Ursächlich waren wohl jahrelange Auseinandersetzungen mit lokalen NS-Funktionären insbesondere Heinrich Keiser. 1944 wurde Dietz in die Wehrmacht eingezogen und leistete bis Kriegsende Dienst in einem Reservelazarett. Am Ende des Zweiten Weltkriegs geriet er kurzzeitig in US-amerikanische Kriegsgefangenschaft.
Nach dem Ende des Krieges ließ sich Dietz in der Sowjetischen Besatzungszone Deutschlands (SBZ) nieder und wurde 1945 Aufsichtsratsmitglied der Thüringer Zellwolle AG, Mitglied im Kulturbund und der Liberal-Demokratischen Partei Deutschlands (LDPD).
1946 trat Dietz zur Sozialistischen Einheitspartei Deutschlands (SED) über. 1947 wurde er Gründungsgesellschafter und pro forma Namensgeber des Dietz Verlags des Zentralkomitees (ZK) der SED. Ursprünglich wollte die SED mit der Namensgebung an den Dietz-Verlag von Johann Heinrich Wilhelm Dietz anknüpfen, der im 19. und Anfang des 20. Jahrhunderts namhafte deutsche Autoren der Arbeiterbewegung verlegt hatte. Die Sozialdemokratische Partei Deutschlands (SPD) legte gegen diesen Namen Einspruch ein, da man ihn für sich beanspruchte. Deshalb gründete die SED am 18. August 1947 mit Karl Dietz als Gesellschafter die Dietz Verlag GmbH mit Sitz in Berlin, die teilweise auch unter dem Namen Karl-Dietz-Verlag firmierte. Seit 1999 lautet der Name des Verlags auch offiziell Karl Dietz Verlag Berlin GmbH.
Neben dieser Rolle konnte sich Dietz als Geschäftsführer des Greifenverlags als einer der wenigen Privatverleger in der DDR etablieren und entwickelte ihn seit den 1950er Jahren zu einem der führenden Literaturverlage der DDR. Dietz setzte durch die Publikation von Werken linker Autoren der Weimarer Republik, der Exilliteratur zur Zeit des Nationalsozialismus, im Besonderen die Werke von Lion Feuchtwanger, und klassischer Weltliteratur verlegerische Akzente. Erst nach seinem Tod wurde der Greifenverlag verstaatlicht.

## Ehrungen
- 1960 Ehrendoktorwürde der Universität Jena

## Werke (Auswahl)
- Karl Dietz (unter Pseudonym Christoff Dietrich): Wie lerne ich pendeln? Ersteinführung in die angewandte praktische Strahlenforschung. Erfurt 1935.
- Karl Dietz (unter Pseudonym Christoff Dietrich): Krankheits-Diagnostik durch das Pendel. Leitfaden für die Praxis. Rudolstadt 1936.
- Karl Dietz: Lion Feuchtwanger zum Gedenken. Rudolstadt 1959.
- Karl Dietz und P. G. Hesse: Wörterbuch der Sexuologie und ihrer Grenzgebiete Rudolstadt 1964.